# Kathedrale Notre-Dame von Saigon

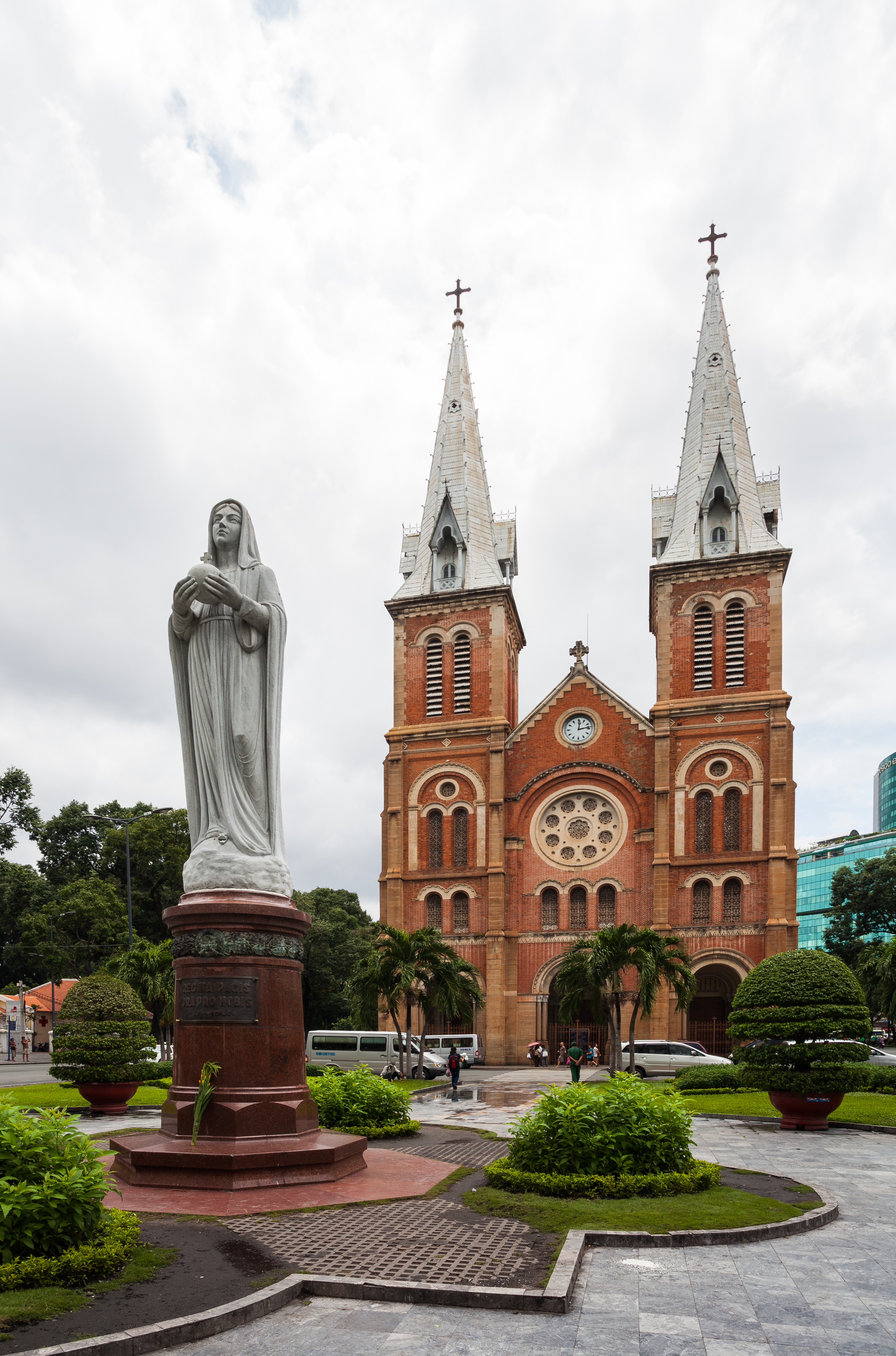
Südostseite der Kathedrale

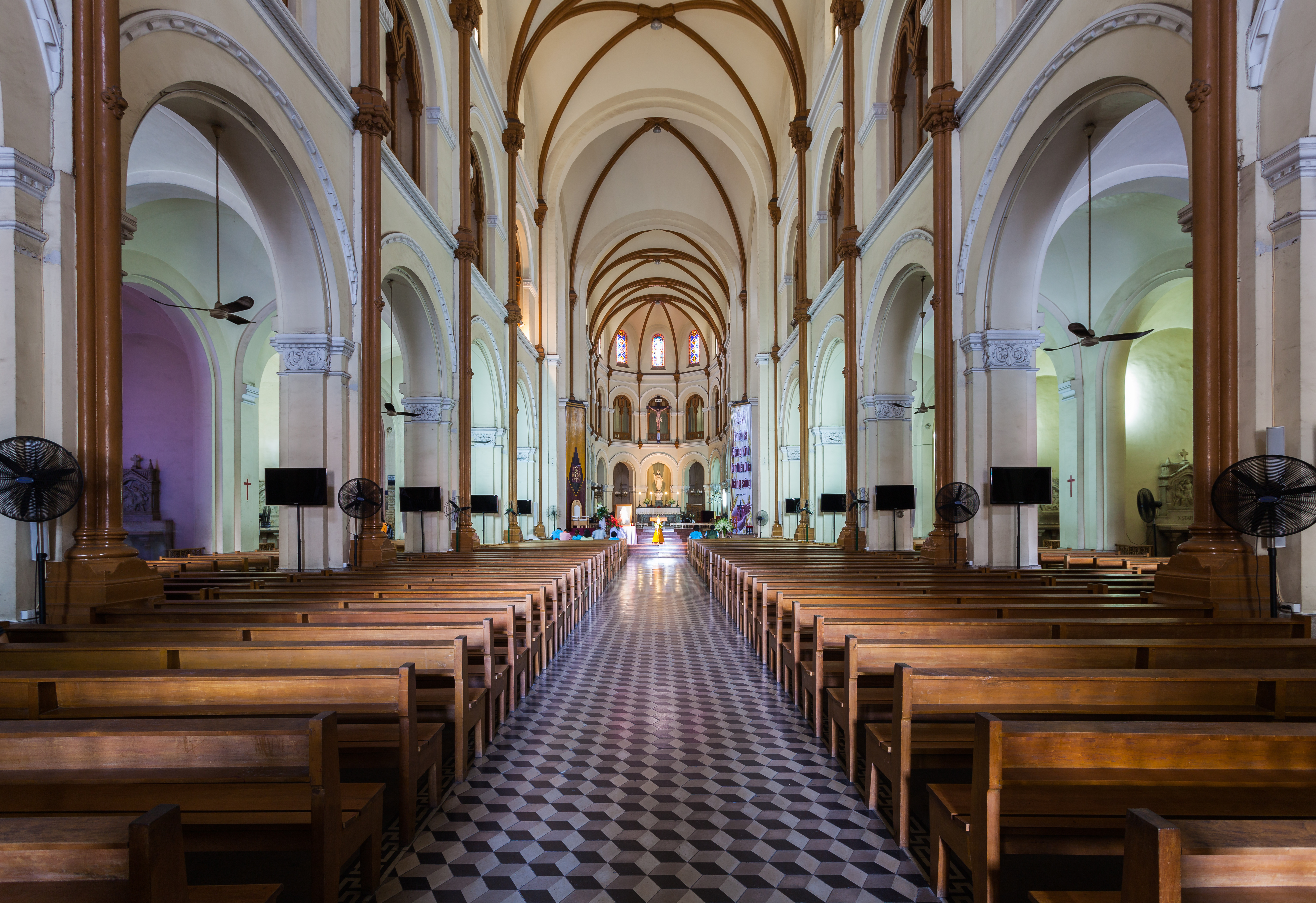
Innenraum der Kirche

Die Kathedrale Notre-Dame von Saigon oder Kathedralbasilika der Unbefleckten Empfängnis (vietnamesisch Nhà Thờ Chính Tòa Đức Mẹ Vô Nhiễm Nguyên Tội) ist eine römisch-katholische Kirche im neoromanischen Stil in Ho-Chi-Minh-Stadt, Vietnam. Die Kathedrale des Erzbistums Ho-Chi-Minh-Stadt ist dem Patrozinium der Unbefleckten Empfängnis gewidmet und trägt den Titel einer Basilica minor.

## Geschichte
Die Kirche wurde für die französischen Kolonialisten im damaligen Saigon, heute Ho-Chi-Minh-Stadt, zur Abhaltung von Gottesdienste gebaut. Am 7. Oktober 1877 legte der Apostolische Vikar von West-Cochin Isidor Colombert den Grundstein für die Kathedrale, die die ehemalige Holzkirche, die viel zu klein und von Termiten stark beschädigt wurde, ersetzte. Der Bau dauerte drei Jahre, und am Ostermontag, dem 11. April 1880, wurde das Gebäude mit einer Zeremonie eröffnet. Die Kirche wurde zum Sitz des Apostolisches Vikariat West-Cochin, aus dem 1965 das heutige Erzbistum hervorging. Bereits 1962 erhielt die die Kirche durch Papst Johannes XXIII. den Rang einer Basilica minor verliehen.

## Kirchenbau
Die Kirche bietet Platz für 1200 Personen. Das gesamte Baumaterial stammt aus Frankreich. Zum Beispiel wurde die Außenmauer mit roten Ziegeln aus Marseille gebaut. Im Jahr 1895 wurden die beiden Türme hinzugefügt. Jeder Turm ist 57,6 Meter hoch und hat sechs Bronzeglocken, die größeren sechs stammen von Amédée Bollée. Die Kreuze an der Spitze der Türme haben eine Höhe von 3,5 Meter und sind 2 Meter breit. Die Kirche ist mit 56 Glasfenster ausgestattet, von denen aber nur zwei Original sind. Die letztmals 1992 restaurierte Orgel hat 7374 Pfeifen, von denen 900 als historisch angesehen werden. Diese bilden 110 Register und werden mit fünf Manualen mit 56 Tasten und ein Pedal mit 32 Tasten gespielt; sie ist derzeit nicht spielfähig (2018).
Am 29. Juni 2017, anlässlich des Festes der Apostel Petrus und Paulus, gab der damalige Erzbischof von Saigon/Ho-Chi-Minh-Stadt Paul Bùi Văn Đọc bekannt, dass die Kathedrale umfassend renoviert wird. Die Baumaterialien stammen, wie bei der Errichtung auch, aus Europa. Das Dach, welches komplett renoviert werden soll, besteht aus drei verschiedenen Ziegelarten, die von Monier aus Frankreich sowie Meyer-Holsen aus Deutschland stammen. Die Holzträger auf dem Dach sind aus kambodschanischem Holz der Sorte hopea helferi durch die Firma Đinh Thành gefertigt. Die Regenrinne sowie die Dächer der beiden Kirchtürme werden von VMZINC aus Belgien angefertigt. Der Bauputz kommt von der deutschen quick-mix-Gruppe. Zudem sollen noch Teile der Glasfenster mithilfe von französischen Experten aus Chartres renoviert werden. Auch die Installation von zwei neuen Glocken ist geplant. Laut Generalvikar Ignatius Hồ Văn Xuân kostet die gesamte Renovierung bisher rund 89 Milliarden Vietnamesische Dong (umgerechnet 3,36 Millionen Euro). Bei einem Treffen mit dem Volkskomitee von Ho-Chi-Minh-Stadt im Dezember 2018, wurde die Baugenehmigung um drei Jahre bis 2023 verlängert.